# Annali di Matematica Pura ed Applicata
Annali di Matematica Pura ed Applicata is een internationaal, aan collegiale toetsing onderworpen wetenschappelijk tijdschrift op het gebied van de wiskunde en de toegepaste wiskunde. De naam wordt in literatuurverwijzingen meestal afgekort tot Ann. Mat. Pur. Appl. Het wordt uitgegeven door Springer Science+Business Media en verschijnt 4 keer per jaar.
Het tijdschrift is opgericht in 1858 onder de naam Annali di Matematica. Het was oorspronkelijk Italiaanstalig, en geldt als het eerste Italiaanse wetenschappelijke tijdschrift met een internationale statuur. Tegenwoordig publiceert het artikelen in het Engels, Frans, Duits en Italiaans. De eerste hoofdredacteur was Barnaba Tortolini.